# Contea di Clay (Arkansas)
La contea di Clay, in inglese Clay County, è una contea dello Stato dell'Arkansas, negli Stati Uniti. La popolazione al censimento del 2000 era di 17 609 abitanti. La contea ha due capoluoghi: Corning e Piggott (quest'ultima è anche la città più popolosa). La contea venne chiamata originariamente Contea di Clayton, ed il nome le venne dato in onore di John Middleton Clayton, avvocato e politico statunitense. Successivamente la contea prese il nome di Contea di Clay, anche se la derivazione del nome rimase la stessa.

## Geografia fisica
La contea si trova nella parte nord-orientale dell'Arkansas. L'U.S. Census Bureau certifica che l'estensione della contea è di 1661 km², di cui 1656 km² composti da terra e i rimanenti 5 km² composti di acqua.

### Contee confinanti
- Contea di Butler (Missouri) - nord
- Contea di Dunklin (Missouri) - est
- Contea di Greene (Arkansas) - sud
- Contea di Randolph (Arkansas) - ovest
- Contea di Ripley (Missouri) - nord-ovest

### Principali strade ed autostrade
- U.S. Highway 49
- U.S. Highway 62
- U.S. Highway 67
- Highway 90
- Highway 119
- Highway 139

## Storia
La Contea di Clay venne istituita il 24 marzo 1873.

## Città e paesi
- Corning
- Datto
- Greenway
- Knobel
- McDougal
- Nimmons
- Peach Orchard
- Piggott
- Pollard
- Rector
- St. Francis
- Success